# Chester (South Carolina)
Chester ist eine Stadt (city) im US-Bundesstaat South Carolina. Sie ist der Verwaltungssitz (County Seat) des Chester County. Das U.S. Census Bureau hat bei der Volkszählung 2020 eine Einwohnerzahl von 5.269 ermittelt.

## Demografie
Nach einer Schätzung von 2019 leben in Chester 5377 Menschen. Die Bevölkerung teilte sich im selben Jahr auf in 35,2 % Weiße, 63,8 % Afroamerikaner, 0,2 % Asiaten und 0,8 % mit zwei oder mehr Ethnizitäten. Hispanics oder Latinos aller Ethnien machten 1,2 % der Bevölkerung aus. Das mittlere Haushaltseinkommen lag bei 26.330 US-Dollar und die Armutsquote bei 27,6 %.

## Persönlichkeiten
- Carroll Glenn (1918–1983), Geigerin